# Odprto prvenstvo Francije 1992
Odprto prvenstvo Francije 1992 je teniški turnir za Grand Slam, ki je med 25. majem in 7. junijem 1992 potekal v Parizu.

## Moški posamično
Jim Courier :  Petr Korda, 7–5, 6–2, 6–1

## Ženske posamično
Monika Seleš :  Steffi Graf, 6–2, 3–6, 10–8

## Moške dvojice
Jakob Hlasek /  Marc Rosset :  David Adams /  Andrej Olhovski, 7–6, 6–7, 7–5

## Ženske  dvojice
Gigi Fernández /  Natalija Zverjeva :  Conchita Martínez /  Arantxa Sánchez Vicario, 6–3, 6–2

## Mešane dvojice
Arantxa Sánchez Vicario /  Todd Woodbridge :  Lori McNeil /  Bryan Shelton, 6–2, 6–3